# 문용일
문용일(1991년 11월 26일 ~ )는 대한민국의 배우이다.

## 학력
- 대경대학교 방송MC과 졸업

## 출연작

### 영화
- 《범털》 (2020년) - 개털 역
- 《배짱이들》 (2015년) - 문용일 역

### 드라마
- 《KBS 드라마 스페셜 - 전설의 셔틀》 (2016년, KBS2) - 셔틀군단 2 역
- 《웹드라마 청춘신드롬》 (2016년, 웹드라마)
- 《라이브》 (2018년, tvN)
- 《내 아이디는 강남미인》 (2018년, JTBC)
- 《시간》 (2018년, MBC)
- 《KBS 드라마 스페셜 - 잊혀진 계절》 (2018년, KBS2)
- 《드라마 스테이지 - 반야》 (2019년, tvN)
- 《더 뱅커》 (2019년, MBC)
- 《모두의 거짓말》 (2019년, OCN)
- 《조선 정신과 의사 유세풍》 (2022년, tvN) - 개반 역
- 《황금 가면》 (2022년, KBS2) - SA그룹 보안팀 요원 역